# Li Ye (patinage de vitesse sur piste courte)
Pour les articles homonymes, voir Li et Li Ye.
Dans ce nom chinois, le nom de famille, Li, précède le nom personnel.
Li Ye, né le 26 décembre 1983 à Changchun, est un patineur de vitesse sur piste courte chinois.
Il remporte aux Jeux olympiques d'hiver de 2002 à Salt Lake City la médaille de bronze sur le relais hommes 5 000 m.
Aux Jeux olympiques d'hiver de 2006 à Turin, il termine cinquième sur 1 000 m et sur le relais hommes 5 000 m.